# Hortense-Félicité de Mailly-Nesle

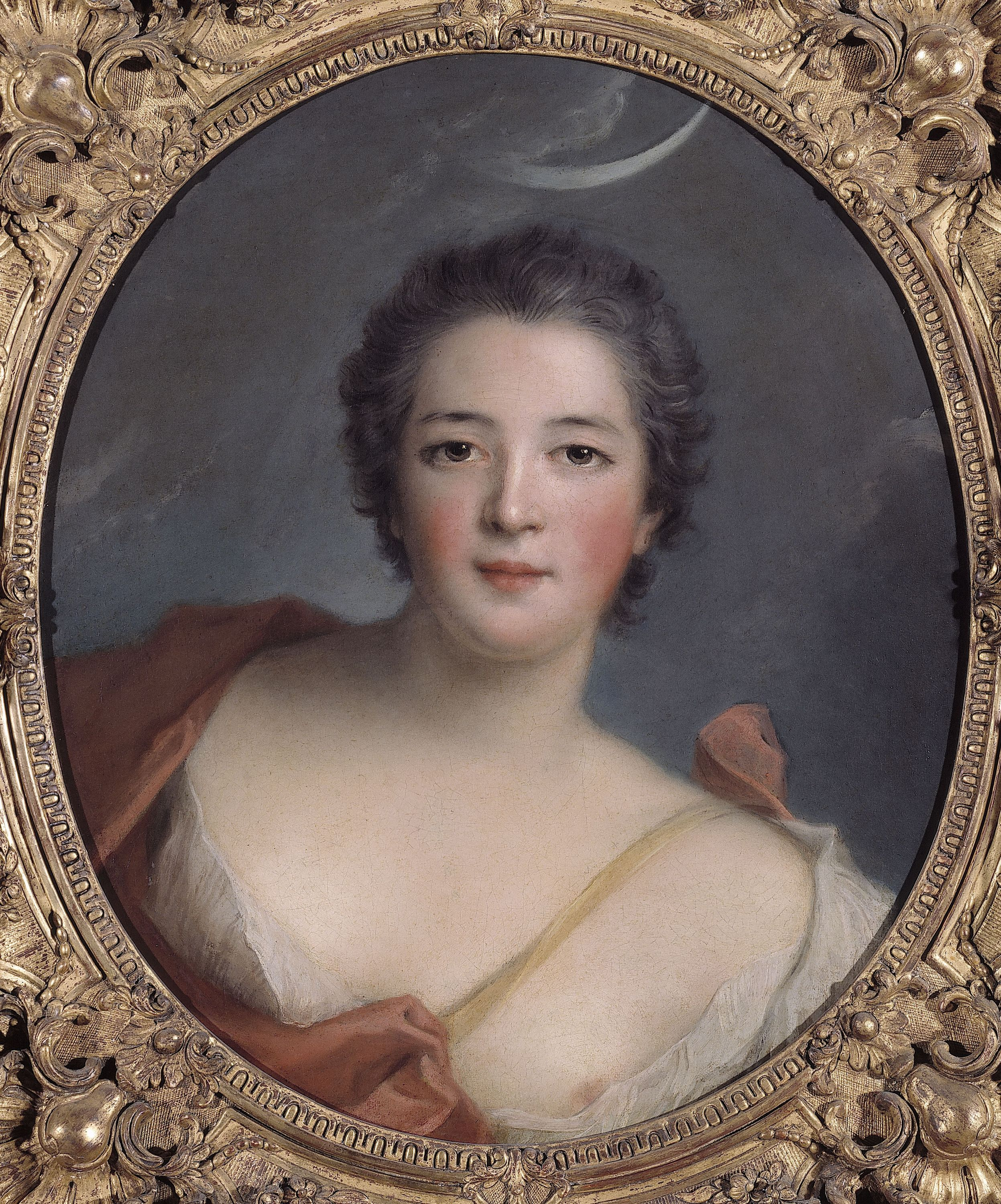
«Silence» – Porträt der Marquise de Flavacourt, Schule von Jean-Marc Nattier, 1740, Musée Cognacq-Jay, Paris

Hortense-Félicité de Mailly-Nesle (* 11. Februar 1715 in Paris, Pfarre Saint-Sulpice; † 28. Dezember 1799), genannt Mademoiselle de Châlon und durch ihre Ehe Marquise de Flavacourt, war eine französische Aristokratin aus dem Haus Mailly, einer der ältesten französischen Adelsfamilien.

## Leben
Hortense-Félicité de Mailly-Nesle ist die Tochter von Louis III. de Mailly, Marquis de Nesle und Armande Félice de La Porte Mazarin; sie ist eine Enkelin von Hortensia Mancini, die wiederum eine Nichte von Kardinal Mazarin war.
Per Ehevertrag vom 20. Januar 1739 heiratete Hortense-Félicité de Mailly-Nesle am Tag darauf François-Marie de Fouilleuse, Marquis de Flavacourt (* 8. Januar 1708 in Paris, Pfarrei Saint Sulpice; † 2. August 1763 ebenda), 1744 Maréchal de camp, Sohn von Michel de Fouilleuse, Marquis de Flavacourt, und Marie Marguerite Rouxel de Grancey.
Im September 1742 wurde sie anstelle ihrer Schwester zur Palastdame ernannt. Nachdem sie seit 1763 verwitwet war, trat sie Ende 1766 zurück, wie aus einem Brief von Marie Leszczynska hervorgeht. Nach dem Tod von Ludwig XV. im Jahr 1774 zog sie sich auch aus dem Schloss Versailles zurück.
1792 organisierte der Louis-Joseph Augustin de Mailly, Comte de Mailly-Rubempré, im Tuilerienpalast eine Lesung aus den Memoiren von Louis François Armand de Vignerot du Plessis (1696–1788), in denen ausgiebig über die Nesle-Schwestern gesprochen wurde. Als einzige Überlebende der fünf Schwestern wurde sie eingeladen, den Vorsitz der Versammlung zu führen. Später wurde sie in das zum Gefängnis umfunktionierte Couvent des Oiseaux eingesperrt, vor das Revolutionstribunal gestellt, aber nicht verurteilt und 1794 wieder freigelassen.

## Ehe und Familie
Aus der Ehe gingen zwei Kinder hervor:
- Auguste Frédéric de Fouilleuse, Comte de Flavacourt (* 8. Dezember 1739; † 2. März 1762 in Paris, Pfarre Saint Sulpice), Mestre de camp; er kämpfte in vier Schlachten, darunter in der Schlacht bei Minden, in der er eine Verwundung erlitt, die zu seinem Tod führte.[3][6]
- Adélaïde Godefroy Julie de Fouilleuse (* 15. Dezember 1742 in Paris, Pfarre Saint-Sulpice; † 31. Dezember 1759 in Paris, Pfarre Saint Roch, bei der Geburt ihrer einzigen Tochter). Verheiratet in Paris, Pfarre Saint Sulpice, am 11. Februar 1755 mit Louis-Dominique d’Estampes, Marquis d’Estampes, Marquis de Mauny, Sohn von Louis Roger d’Estampes, Baron de Mauny (der ihn vor seinem Tod am 15. September 1754 unter den Schutz seiner Schwägerin Marie-Thérèse de La Ferté-Imbault gestellt hatte), und Marguerite Lydie de Becdelièvre de Cany.[7]

Sie ist die Schwester von vier aufeinanderfolgenden Mätressen von Ludwig XV:
- Louise Julie de Mailly-Nesle, Comtesse de Mailly
- Pauline-Félicité de Mailly-Nesle, Comtesse de Vintimille
- Diane-Adélaïde de Mailly-Nesle, Duchesse de Lauraguais
- Marie-Anne de Mailly-Nesle, Marquise de la Tournelle, später Duchesse de Châteauroux.

und die einzige der Nesle-Schwestern, die sich weigerte, mit Ludwig XV. das Bett zu teilen.

## Literarischer Nachruhm
- Die Brüder Goncourt schrieben La Duchesse de Châteauroux et ses sœurs
- Der Schriftsteller Émile Henriot stützte sein Portrait des femmes auf die imaginären Memoiren eines Polygraphen (Correspondance du maréchal de Richelieu, 1792), um zahlreiche fiktive Dialoge und Szenen über sie zu erfinden.